# Heinrich Hartung (Politiker)
Heinrich Christian Gustav Hartung (* 26. April 1820; † 1. November 1909 in Lobenstein) war ein deutscher Bergmeister und Politiker.

## Leben
Hartung, der evangelisch-lutherischer Konfession war, heiratete Anna Katharine Julie Arnold (* 13. April 1842 in Breitenbrunn/Sachsen; † 15. April 1893 in Lobenstein).
Hartung war bis 1854 provisorisch angestellter Berggeschworener und wurde zu,  26. Juni 1854 definitiv zum Berggeschworenen beim Bergamt Lobenstein ernannt. 1856 wurde er Bergamtsassessor und erhielt gleichzeitig die Verwaltung des Bergmeisteramtes im Bergamt Lobenstein einstweilig übertragen. 1869 wurde er definitiv Bergmeister. 1883 wird er als Bergmeister bei beiden Bergämtern in Reuß jüngerer Linie (Lobenstein und Gera) genannt. Aus Anlass seines 50-jährigen Dienstjubiläums wurde er 1896 mit dem fürstlichen silbernen Verdienstkreuz ausgezeichnet.
Vom 10. November 1851 bis zum 17. Juni 1854 war er Mitglied im Landtag Reuß jüngerer Linie.